# Сулейманов, Габдулвахид
Габдулвахид Сулейма́нов (тат. Ğabdelwaxit Sөləymanov, Габделвахит Сөләйманов; 1786, аул Ырбишче (с. Большое Рыбушкино Нижегородской губернии), по др. данным д. Абсалямова, Стерлитамакский уезд, Оренбургская губерния — 4 августа 1862, Уфа) — исламский религиозный деятель, Оренбургский муфтий.
Родился в татарской семье. Высшее духовное образование получил в медресе в Каргалы Оренбургского уезда. Занимался торговлей в Санкт-Петербурге. С 1822 года — санкт-петербургский имам-хатыб. С 1828 года преподаватель мусульманского вероучения воспитанников Кавказского полуэскадрона императорского конвоя, с 1835 года — Царскосельского кадетского корпуса. В 1826 году привлекался правительством для переговоров с ханами Большого и Среднего (Казахского) Жуза. 10 июня 1840 года утвержден указом Николая I в должности муфтия, председателя Духовного собрания. В 1841 году Сулейманов разработал и издал «Правила семейно-брачных отношений», объединившее российское законодательство и нормы мусульманского брачно-семейного права. Разработал несколько проектов по реформированию мусульманского духовного учреждения. За усердие в службе Сулейманов и трое его сыновей были пожалованы в тарханы.
Похоронен на мусульманском кладбище Уфы.